# Persone di nome Randy
| Questa pagina contiene informazioni ricavate automaticamente dalle voci biografiche con l'ausilio del template Bio e di un bot. L'aggiornamento è periodico e automatico e ricostruisce completamente la pagina. Se manca una persona in questa lista, sei pregato di non aggiungerla, ma accertati piuttosto che la sua voce biografica contenga il template Bio e che i dati anagrafici siano correttamente compilati. Se il template Bio manca, inseriscilo tu stesso o, in alternativa, metti l'avviso {{tmp\|Bio}} che ne segnala la mancanza. Se i dati riportati sono sbagliati, correggi direttamente la voce biografica; le modifiche saranno visibili in questa lista entro pochi giorni. Per chiarimenti vedi il progetto antroponimi. La lista contiene solo le 71 persone che sono citate nell'enciclopedia e per le quali è stato implementato correttamente il template Bio. Pagina aggiornata al 16 ott 2024. |

Questa è una lista di persone presenti nell'enciclopedia che hanno il prenome Randy, suddivise per attività principale.

## Allenatori di pallacanestro(1)
- Randy Livingston, allenatore di pallacanestro e ex cestista statunitense (New Orleans, n. 1975)

## Astronomi(1)
- Randy Pepper, astronomo statunitense

## Attori(3)
- Randy Becker, attore statunitense (Cleveland, n. 1970)
- Randy Harrison, attore statunitense (Nashua, n. 1977)
- Randy Wayne, attore e produttore cinematografico statunitense (Moore, n. 1981)

## Attori pornografici(2)
- Randy Spears, ex attore pornografico statunitense (Kankakee, n. 1961)
- Randy West, attore pornografico statunitense (New York, n. 1947 - Las Vegas, † 2024)

## Attrici(1)
- Randy Graff, attrice e cantante statunitense (Brooklyn, n. 1955)

## Bassisti(2)
- Randy George, bassista, chitarrista e cantante statunitense (Denver, n. 1962)
- Randy Rampage, bassista e cantante canadese (Vancouver, n. 1960 - North Vancouver, † 2018)

## Batteristi(2)
- Randy Black, batterista canadese (Moose Jaw, n. 1963)
- Randy Castillo, batterista statunitense (Albuquerque, n. 1950 - Los Angeles, † 2002)

## Biologi(1)
- Randy Schekman, biologo statunitense (Saint Paul, n. 1948)

## Bobbisti(1)
- Randy Jones, ex bobbista statunitense (Winston-Salem, n. 1969)

## Calciatori(10)
- Randy Chirino, calciatore costaricano (Quesada, n. 1996)
- Randy Diamond, calciatore honduregno (Santa Bárbara, n. 1987)
- Randy Dwumfour, calciatore ghanese (Accra, n. 2000)
- Randy Edwini-Bonsu, ex calciatore ghanese (Kumasi, n. 1990)
- Randy Garber, ex calciatore statunitense (Abington, n. 1952)
- Randy Nteka, calciatore francese (Parigi, n. 1997)
- Randy Ragan, ex calciatore canadese (Alberta, n. 1959)
- Randy Samuel, ex calciatore canadese (Point Fortin, n. 1963)
- Randy Schneider, calciatore svizzero (Sursee, n. 2001)
- Randy Wolters, calciatore olandese (Leida, n. 1990)

## Cantanti(3)
- Randy Crawford, cantante statunitense (Macon, n. 1952)
- Randy Jones, cantante e attore statunitense (Raleigh, n. 1952)
- Randy Owen, cantante e chitarrista statunitense (Fort Payne, n. 1949)

## Cantautori(3)
- Randy Newman, cantautore, pianista e compositore statunitense (Los Angeles, n. 1943)
- Randy Travis, cantautore e attore statunitense (Marshville, n. 1959)
- Randy VanWarmer, cantautore statunitense (n. 1955 - † 2004)

## Cestisti(9)
- Randy Brown, ex cestista, allenatore di pallacanestro e dirigente sportivo statunitense (Chicago, n. 1968)
- Randy Culpepper, cestista statunitense (Memphis, n. 1989)
- Randy Foye, ex cestista statunitense (Newark, n. 1983)
- Randy Holcomb, ex cestista statunitense (Chicago, n. 1979)
- Randy Stephens, ex cestista colombiano (Barranquilla, n. 1957)
- Randy Stoll, ex cestista statunitense (Seattle, n. 1945)
- Randy White, ex cestista statunitense (Shreveport, n. 1967)
- Randy Wiel, ex cestista e allenatore di pallacanestro statunitense (n. 1951)
- Randy Wittman, ex cestista e allenatore di pallacanestro statunitense (Indianapolis, n. 1959)

## Chitarristi(4)
- Randy California, chitarrista e cantante statunitense (Los Angeles, n. 1951 - Molokai, † 1997)
- Randy Meinhard, chitarrista tedesco (Gronau, n. 1968)
- Randy Napoleon, chitarrista, compositore e arrangiatore statunitense (Brooklyn, n. 1978)
- Randy Piper, chitarrista statunitense (San Antonio, n. 1953)

## Compositori(2)
- Randy Edelman, compositore statunitense (Paterson, n. 1947)
- Randy Miller, compositore, arrangiatore e direttore d'orchestra statunitense (Ellenville)

## Crickettisti(1)
- Randy Horton, crickettista, ex calciatore e politico bermudiano (Somerset, n. 1945)

## Generali(1)
- Randy A. George, generale statunitense (Alden, n. 1964)

## Giocatori di baseball(1)
- Randy Arozarena, giocatore di baseball cubano (L'Avana, n. 1995)

## Giocatori di football americano(7)
- Randy Fasani, ex giocatore di football americano statunitense (Sacramento, n. 1978)
- Randy Gradishar, ex giocatore di football americano statunitense (Warren, n. 1952)
- Randy Gregory, giocatore di football americano statunitense (Jacksonville, n. 1992)
- Randy Hanson, ex giocatore di football americano e allenatore di football americano statunitense (Sacramento, n. 1968)
- Randy Holloway, ex giocatore di football americano statunitense (Sharon, n. 1955)
- Duke Johnson, ex giocatore di football americano statunitense (Miami, n. 1993)
- Randy Jones, giocatore di football americano statunitense (n. 1995)

## Giocatori di poker(1)
- Randy Holland, giocatore di poker canadese (Calgary, n. 1951)

## Hockeisti su ghiaccio(1)
- Randy Robitaille, ex hockeista su ghiaccio canadese (Ottawa, n. 1975)

## Informatici(2)
- Randy Pausch, informatico statunitense (Baltimora, n. 1960 - Chesapeake, † 2008)
- Randy Wigginton, programmatore statunitense

## Lottatori(1)
- Randy Vock, lottatore svizzero (n. 1994)

## Pattinatori artistici su ghiaccio(1)
- Randy Gardner, ex pattinatore artistico su ghiaccio statunitense (Los Angeles, n. 1958)

## Piloti motociclistici(5)
- Randy Cleek, pilota motociclistico statunitense (Shawnee, n. 1955 - Imola, † 1977)
- Randy Gevers, pilota motociclistico olandese ('s-Hertogenbosch, n. 1981)
- Randy Krummenacher, pilota motociclistico svizzero (Gossau, n. 1990)
- Randy Mamola, pilota motociclistico statunitense (San Jose, n. 1959)
- Randy de Puniet, pilota motociclistico francese (Andrésy, n. 1981)

## Politici(1)
- Randy Weber, politico statunitense (Pearland, n. 1953)

## Pugili(1)
- Randy Griffin, pugile statunitense (n. 1976)

## Scrittrici(1)
- Randy Taguchi, scrittrice giapponese (Tokyo, n. 1959)

## Stilisti(1)
- Randy Fenoli, stilista e conduttore televisivo statunitense (Mount Vernon, n. 1964)

## Wrestler(1)
- Moondog Rex, wrestler statunitense (Flint, n. 1950 - † 2019)